# Murcia (autonom region)
Murcia (spanska: Comunidad Autónoma de la Región de Murcia) är en autonom region och provins i sydöstra Spanien. Huvudstad i provinsen är staden Murcia, som har 409 810 invånare (2005).
Provinsen Murcia är känd för sin omfattande produktion av grönsaker, såväl färska som konserverade.

## Historia
Karthagerna byggde upp en handelsplats vid kusten i Cartagena, som romarna kallade Nya Karthago. För de kartagesiska handelsmännen var den Iberiska halvön inlandet för deras kustrike. Romerska Murcia var en del av den romerska provinsen Spanska Karthago. Under morerna, som introducerade storskalig konstbevattning som det murciska jordbruket är beroende av, kallades provinsen för Todmir. Enligt den Sicilienbaserade kartografen Muhammad al-Idrisi, inkluderade provinsen städerna Orihuela, Lorca, Mula och Chinchilla.
Kungadömet Murcia blev en oberoende taifa med den moriska staden Murcia som centrum efter att det umayyadiska kalifatet Córdoba hade fallit på 1000-talet. Det moriska murcianska taifat inkluderade Albacete och delar av Almería. Efter Slaget vid Sagrajas 1086 avskaffade Almoraviddynastin taifas och återförenade det islamska Spanien. Ferdinand III av Kastilien underkuvade den moriske kungen och lade under sig Murcia 1243 genom fördraget i Alcaraz. Under processen fördrevs muslimerna från städerna och Ferdinand III:s arvinge, Alfonso X, delade upp kungadömet i tre regioner för att lättare kunna styra över det avfolkade Murcia. Han överlämnade regionerna till concejos de realengo, till de prästerliga señores seculares, som belöning för deras bidrag till Reconquista och militärlagarna som upprättades på 1000-talet. Alfonso annekterade Murcias taifa som kung av Murcia och Señorio de Cartagena helt 1266, och det förblev tekniskt ett kungadöme under Spanien fram till den liberala konstitutionen 1812. Murcia blev an autonom region 1982.

## Geografi

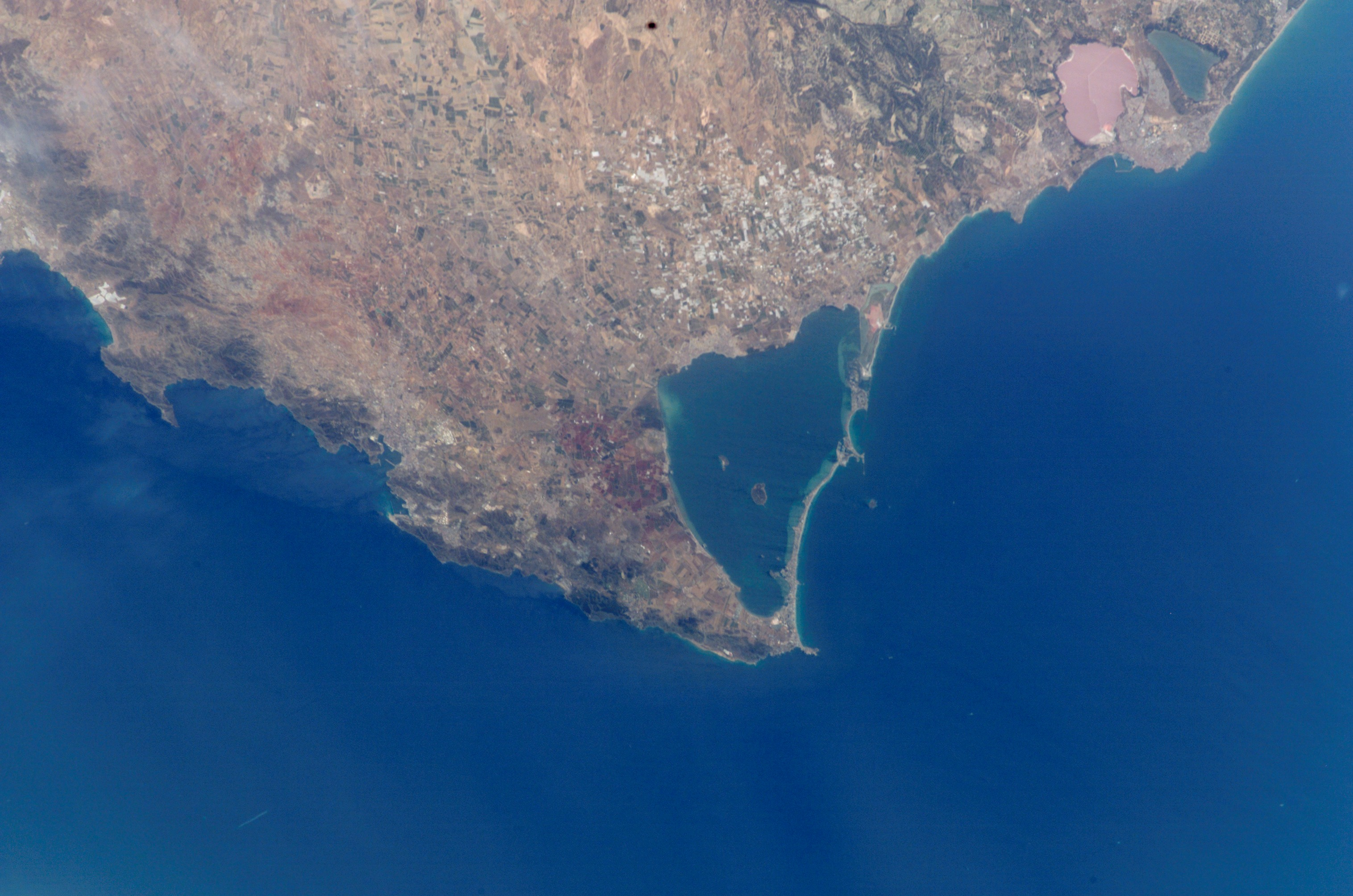
Satellitbild över Mar Menor.

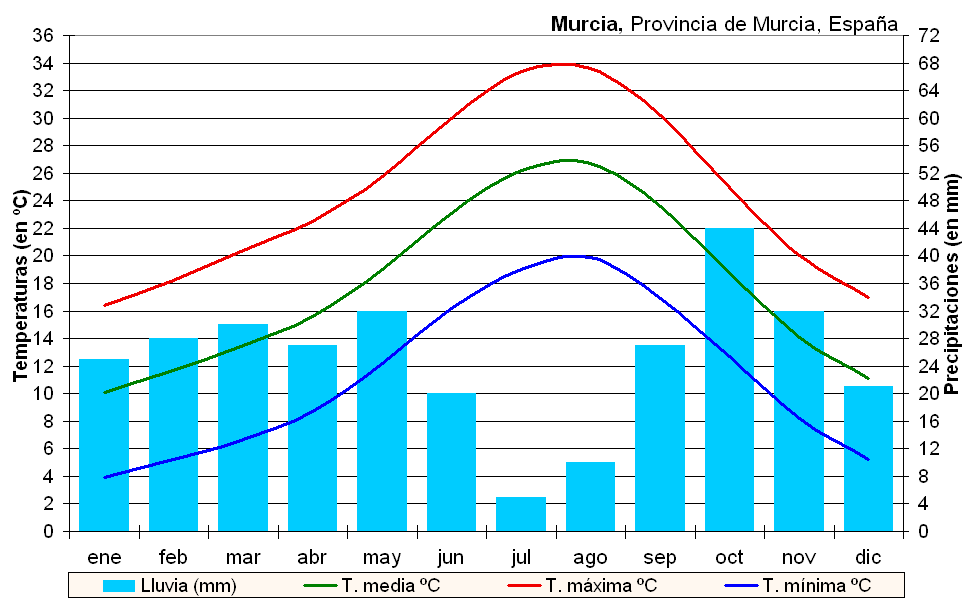
Klimatdiagram för Murcia.

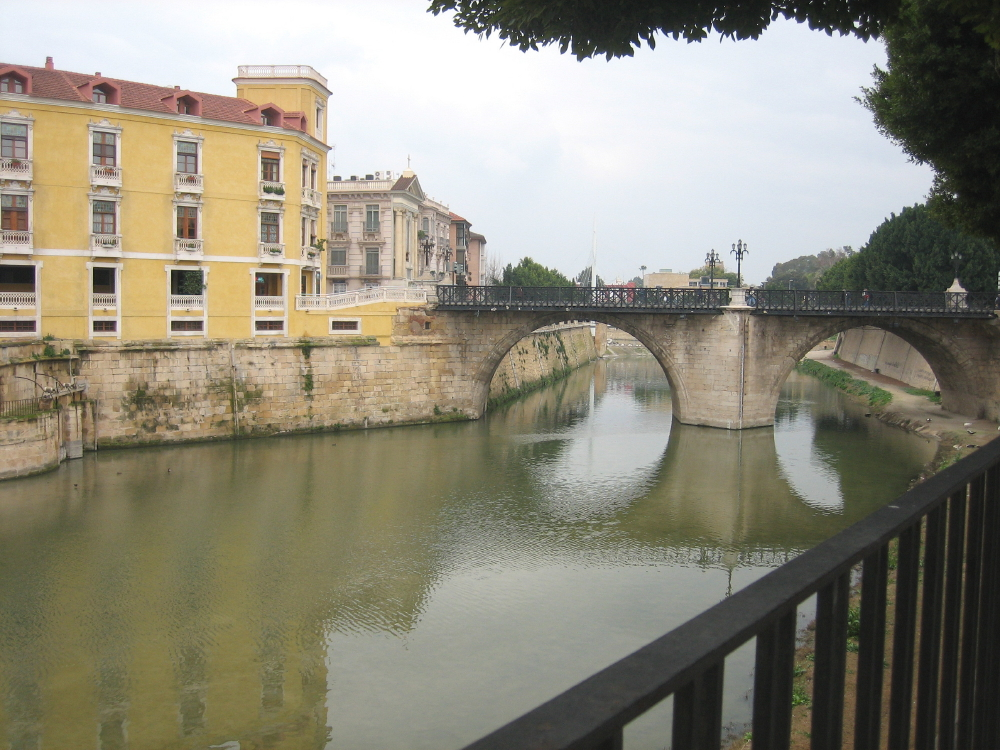
Río Segura i huvudstaden Murcia.

Regionen Murcia omges av provinserna Almería och Granada i Andalusien, Albacete i Kastilien-La Mancha, Alicante i Valencia och Medelhavet. Provinsen Albacete i Kastilien-La Mancha tillhörde Murcia fram till 1833. Regionen har en befolkning på 1,3 miljoner invånare, varav en tredjedel bor i huvudstaden.
I sydost, norr om Cabo de Palos, ligger saltvattenlagunen/innanhavet Mar Menor, som är klassat som naturskyddsområde av FN. Lagunen ligger invid Medelhavet och är med sin ekologiska och naturliga karaktär en av de största saltvattensjöarna i Europa. Lagunen är halvcirkelformad och avskiljs från medelhavet med en 22 kilometer lång sandbank. Den är mellan 100 och 1200 meter bred med det största djupet på 7 meter. Ytan är 170 kvadratkilometer.
Regionen ligger i den östra delen av Béticasbergen som i sin tur är uppdelade i bergsområdena Prebética, Subbética och Penibética (från norr till söder). Historiskt har Revolcadores ansetts vara det högsta berget, men vid den senaste mätningen som gjordes av SNIG (Spaniens geografiska institut), så var berget 1 999 meter över havet vilket är lägre än Los Obispos som når 2 015 meter.
Omkring 27% av regionen ligger i bergsområden, 38% i bergsdalar och 35% på slätter eller högplatåer.

## Klimat
Murcia är en av de torraste platserna i Europa med mindre än 400 millimeter nederbörd om året och omkring 300 soldagar. Den konstgjorda bevattningen har dock förvandlat det som en gång var öken till odlingsbara områden. Temperaturen kan under somrarna stiga över 50 grader Celsius. Vintrarna är milda och temperaturen sjunker endast ibland till ett fåtal minusgrader.
Det finns små klimatskillnader vid kusten, både vid Calblanque och i området mellan Águilas och Cartagena, eftersom ett flertal små sund skapar sitt eget mikroklimat och således även en egen vegetation.
Tack vare det varma klimatet passar regionen bra för jordbruk, men på grund av den låga nederbörden har behovet av vatten till grödorna hamnat i konflikt med den ökade turismen. Vattnet kommer in i regionen via floden Río Segura (som har klassats som den mest förorenade floden i Europa), och sedan 1970-talet genom att Tajos flodbassäng förser Río Segura med vatten.

## Politik
Murcia är en autonom region med ett direktvalt parlament och med en ansvarig regeringschef. Autonomin baseras på statuten från 9 januari 1982, då även uppgifterna från provinsen Murcia överfördes till regionen.
Regionen är indelad i 45 kommuner. Varje kommun är med spanska mått stora geografiska områden som ofta överstiger 1000 kvadratkilometer. Kommunen Lorca (1 676 km²) är Spaniens näst största efter Cáceres i Extremadura. Av den anledningen är regionens kommuner indelade i 54 självstyrande enheter, som i många fall har ett större inflytande än många kommuner på den iberiska halvön. Kommunen Cartagena är dock inte indelad i pedanías, men däremot i 24 delegationer.

## Ekonomi
Regionen är en stor producent av frukt, grönsaker och blommor både till Spanien och till övriga Europa. Vingårdar har växt upp nära städerna Bullas, Yecla, och Jumilla, liksom olivgårdar nära Moratalla. I området omkring Calasparra odlas ris. Byggindustrin och turismen är de stora ekonomiska motorerna i regionen, men det finns även möbel- konserv- och fartygsindustrier.